# Cape Canaveral Space Force Station Lanceercomplex 37
Cape Canaveral Space Force Station Lanceercomplex 37 is een lanceercomplex op het Cape Canaveral Space Force Station (CCSFS, het eerdere Cape Canaveral Air Force Station; CCAFS), Florida.

## Geschiedenis

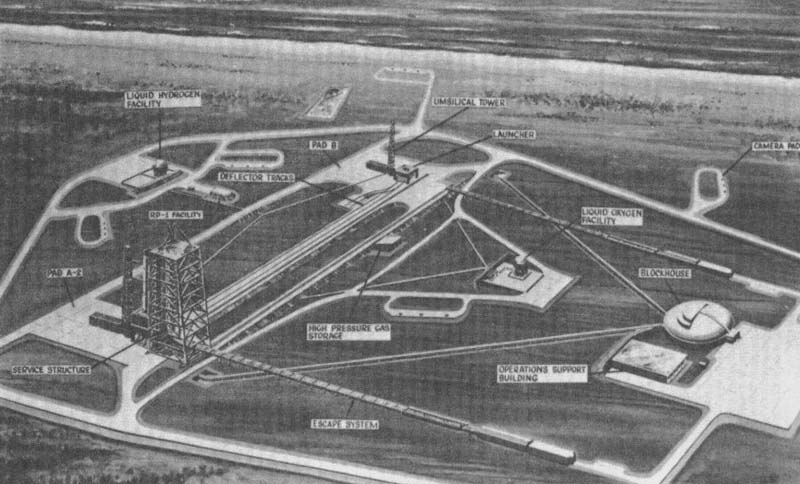
LC-37 in de jaren 60, de mobile servicetoren staat op platform A

### NASA

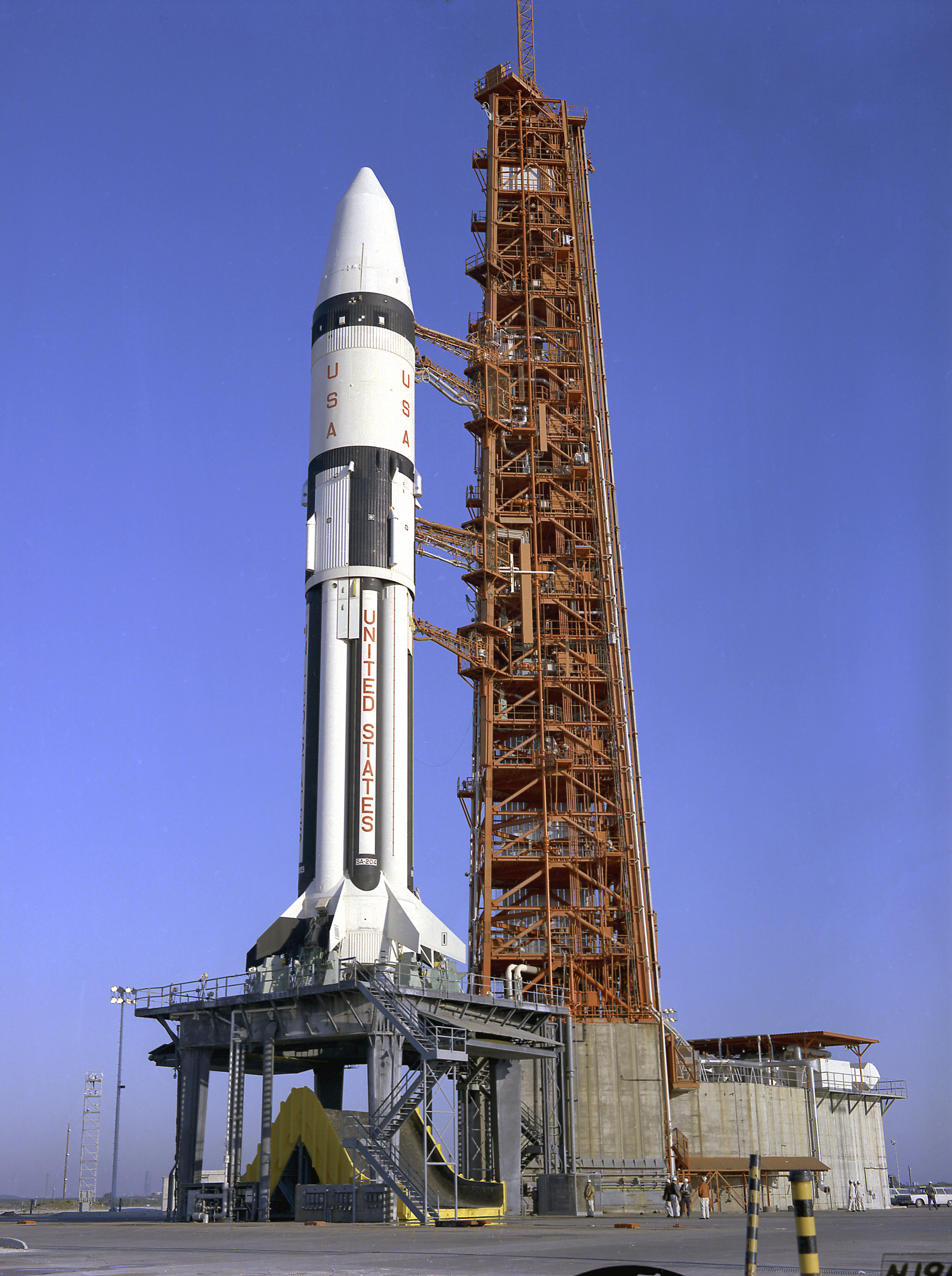
Apollo 5 op LC-37B

De bouw begon in 1959 en het lanceercomplex werd net als zustercomplex LC-34 geaccepteerd door NASA voor het Saturn IB-programma in 1963. Het complex bestond uit twee lanceerplatformen die enigszins in spiegelbeeld ten opzichte van elkaar gebouwd waren, waartussen één gedeelde servicetoren heen en weer kon rijden. Die servicetoren bevatte onder meer de kraan waarmee de rakettrappen overeind en op elkaar op het platform konden worden geplaatst. 
LC-37A, aan de noordzijde van het complex werd nooit gebruikt, maar LC-37B aan de zuidkant zag onbemande Saturnus I- en Saturnus IB-vluchten in de jaren 60, inclusief de eerste onbemande test van de Apollo-maanlander in de ruimte. 
De laatste Saturnus IB-lancering vanaf LC-37B vond plaats in 1968, in 1972 werd het complex buiten gebruik gesteld omdat Lanceercomplex 39, dat al voor de Saturnus V-maanraketten werd gebruikt, met enkele hulpstukken ook de Saturnus IB kon lanceren. Een kostenbesparing, omdat NASA daardoor geen militair terrein daarvoor hoefde te huren.

### Boeing en ULA
In 2001 werd het terrein verhuurd aan Boeing, dat het aanpaste voor lanceringen van de Delta IV die in opdracht van de United States Air Force werd ontwikkeld onder het Evolved Expendable Launch Vehicle-programma. Overigens ligt het huidige lanceerplatform enkele tientallen meters zuidelijker dan het platform van de Saturnus I-raketten en staan de betonnen fundamenten van de oude lanceringstorens er nog.
De Delta IV-trappen worden in eerste instantie in een hangaar op het CCAFS horizontaal geïntegreerd. Vervolgens wordt de raket naar SLC-37B gereden waar hij overeind gehesen wordt en op het lanceerplatform in "mobile vertical integration facility". Daar wordt de vracht en de neuskegel op de raket gemonteerd. De mobile vertical integration facility is een hangar die op het platform staat en voor de lancering wordt weggereden van de raket en lanceertoren. 
Bij het Lanceercomplex staan twee masten die onderdeel van de bliksemafleider uitmaken. Wanneer de mobiele integratiehangar achteruit is gereden vormt deze de derde toren van dit systeem. Tussen de twee masten en de hangar zijn draden gespannen die de eigenlijke bliksemafleider vormen.
Sinds in 2006 de raketbouw- en lanceerafdelingen van Boeing en Lockheed Martin in de joint-venture United Launch Alliance (ULA) werden ondergebracht lanceert ULA er tot nu nog steeds de Delta IV. De bekendste Delta IV-lancering vanaf SLC-37B was Exploration Flight Test-1 (EFT-1) waarbij een Delta IV Heavy voor NASA op 5 december 2014 een Orion-capsule in een baan om de Aarde bracht. Ook de Parker Solar Probe vertrok in augustus 2018 met een Delta IV Heavy vanaf SLC-37B.
Sinds eind 2019 werden er alleen nog de Delta IV Heavy-configuratie gelanceerd omdat de missies voor lichtere draagraketten waren omgeboekt naar ULA’s andere raket de Atlas V. De Atlas V wordt in de jaren 2020 vervangen door de Vulcan. In 2024 werd ook de Delta IV Heavy buiten gebruik worden gesteld. 

### SpaceX
Er was in 2022 nog geen vervolgplan voor SLC-37 bekend. Het lag echter niet in de lijn der verwachtingen dat het complex voor de langeduur buiten gebruik zou worden gesteld gezien de groei van de ruimtevaartindustrie en het aantal (nieuwe) lanceerbedrijven dat op Cape Canaveral intrekken.
In februari 2024 werd duidelijk dat SpaceX interesse had in het complex voor het lanceren en landen van Starship. Er lag ook een plan-B om in plaats van SLC-37 te verbouwen een compleet nieuw complex (SLC-50) ten noorden van SLC-37 aan te leggen op de plaats waar thans SLC-47, een klein complex voor sondeerraketten, ligt. Een jaar later, op 3 maart 2025, meldde SpaceX dat het beperkt toegang tot het complex heeft verkregen om er onderzoek te verrichten dat nodig is voor de totstandkoming van een bouwplan en een rapport betreffend de impact op de omliggende natuur en verdere omgeving.
Begin juni 2025 was het huurcontract rond en kreeg SpaceX toestemming om alle oude infrastructuur te verwijderen ten behoeve van de bouw twee lanceerplaatsen die samen tot 76 Starshiplanceringen per jaar moeten kunnen verwerken. Op 12 juni werden de integratietoren en bliksemafleiders met explosieven gesloopt.
SpaceX wilde een lanceercomplex op het Cape Canaveral Space Force Station omdat die plek meer geschikt is voor de lancering van staatsgeheime missies. SpaceX bouwt ook een paar kilometer verderop een Starship-platform op Kennedy Space Center LC-39A dat goed is voor maximaal 40 lanceringen en op NASA-missies gericht zal zijn.
In de vrijgegeven plannen van SpaceX komen beide lanceerplatform op het terrein dat voorheen bij SLC-37B hoorde te liggen, terwijl het terrein van het voormalige SLC-37A voor brandstofopslag wordt ingericht. De lanceer torens worden ieder 183 meter hoog, dat is hoger dan de torens op Starbase. Daarnaast komen er ook nog twee aparte landingstorens waardoor er met meer flexibiliteit op het complex kan worden gewerkt dan wanneer de lanceertoren en landingstoren dezelfde zijn.
In augustus 2025 werd op SpaceX’ Roberts Road-complex op het Kennedy Space Center begonnen aan de constructie van de torensegmenten voor SLC-37. Hier werden eerder soortgelijke torensegmenten voor de Starshiptorens van Complex LC-39A en Platform B van Starbase gebouwd.

## Notabele vluchten vanaf SLC-37B
- Apollo 5 – 22 januari 1968. onbemande testvlucht Apollo LM.
- Exploration Flight Test 1 (EFT-1) – 5 december 2014. Testvlucht Orion
- Parker Solar Probe – 12 augustus 2018

## Trivia
- In augustus 2020 gaven United Launch Alliance en de National Reconnaissance Office een 3D-projectie-presentatie op SLC-37B waarbij er op de voor missie NROL-44 klaar staande Delta IV Heavy, de lanceertoren en de mobiele integratiehangar werd geprojecteerd.[6]